# Al-Haddsch (Sure)
Al-Haddsch (arabisch الحج, DMG al-Ḥaǧǧ ‚Die Wallfahrt‘) ist die 22. Sure des Korans, sie enthält 78 Verse. 
Zur Datierung der Sure gibt es unterschiedliche Auffassungen, da darin verschiedene Abschnitte zusammengestellt sind, die einerseits die Themen der mekkanischen Periode aufgreifen. Andererseits gibt es Verse mit eindeutig späterem Hintergrund: die Situation kurz nach der Auswanderung, die Lage nach dem gescheiterten Angriff der Quraisch auf Medina im Jahre 627 oder die Weigerung der Mekkaner, die kleine Pilgerfahrt der Muslime nach Mekka im Jahre 628 zuzulassen. Sowohl gängige Ausgaben des Korans wie die Kairiner Koranausgabe als auch westliche Islamwissenschaftler platzieren die Sure in die medinische Zeit. Zwar bestünden die meisten Teile aus dem Stoff der mekkanischen Botschaft, aber die Sure „erhält ihre Hauptbedeutung durch die in ihr vorkommenden medinischen Stücke“.
Nach einem ersten Abschnitt über die Auferstehung der Toten und die Vergeltung guter und böser Taten erörtern die Verse 25 bis 41 Probleme im Zusammenhang mit der Wallfahrt der Muslime zur Heiligen Moschee in Mekka, wobei auch die Anhänger des rechten Glaubens (Hanif) sowie die Geschichte der Kaaba zur Sprache kommen. Der Schlussabschnitt ab Vers 42 beschreibt die ablehnende Haltung der Ungläubigen, die Auseinandersetzungen zwischen den Gesandten Gottes bzw. Propheten und dem Satan, die Allmacht Gottes, und schließt mit Bestimmungen zur vorgeschriebenen Körperhaltung während des Gebets und zum Dschihad als Einsatz für Gott.